# Believer
Believer é uma banda cristã de thrash metal dos Estados Unidos formada em 1986 na cidade de Clinton County, Pensilvânia.

## História
A banda foi formada na década de 1980, cuja característica principal era a técnica dos seus integrantes. O Believer foi muito fiel ao seu som, sendo que manteve a mesma ideia em seus três trabalhos. Foram inovadores, pois desde o primeiro álbum Extration from Mortality procuram adicionar um som lírico ao seu thrash, utilizando-se de instrumentos clássicos e de orquestrações de música erudita em suas músicas.
Uma das suas composições que mais utiliza-se destes aspectos é a suíte Trilogy of Knowledge, do álbum Dimensions que utiliza a experimentação progressiva da banda, o peso do thrash metal e as orquestrações eruditas.

## Integrantes

### Atuais
- Kurt Bachman - vocal e guitarra (1986 – 1994; 2006 – presente), baixo (1992 – 1994; 2006 – presente)
- Joey Daub - bateria (1986 – 1994; 2006 - presente)
- Jeff King - teclado, guitarra e baixo (2006 - presente)
- Kevin Leaman - guitarra - (2008 - presente)

### Anteriores
- Dave Baddorf - guitarra (1986 – 1993)
- Howe Kraft -  baixo (1986 – 1989)
- Wyatt Robertson - baixo (1989 – 1993)
- Jim Winters - baixo e guitarra (1993 – 1994)
- Elton Nestler - baixo e teclado (2006 - 2011)
- Scott Laird - violino e viola (1993 – 1994)

## Discografia

### Álbuns
- Extraction from Mortality (1989)
- Sanity Obscure (1990)
- Dimensions (1993)
- Gabriel (2009)
- Transhuman (2011)

### EP
- Stop the Madness (1990)